# Rzeka (Czechy)
Rzeka (cz. Řekaⓘ) – gmina w Czechach, w kraju morawsko-śląskim, w powiecie Frydek-Mistek, nad potokiem Ropiczanką, w historycznych granicach Śląska Cieszyńskiego.

## Demografia[2]
| Rok             | 1869 | 1880 | 1890 | 1900 | 1910 | 1921 | 1930 | 1950 | 1961 | 1970 | 1980 | 1991 | 2001 |
| --------------- | ---- | ---- | ---- | ---- | ---- | ---- | ---- | ---- | ---- | ---- | ---- | ---- | ---- |
| Liczba ludności | 553  | 524  | 476  | 488  | 515  | 454  | 449  | 433  | 497  | 529  | 496  | 450  | 466  |

Wedle Spisu Powszedniego z 2001 r. w Rzece mieszkało 99 Polaków. W wyniku wyborów do dziewięcioosobowej Rady Gminy z 2006 r. dostało się pięciu przedstawicieli polskiej mniejszości (Nowak Erich, Tomeczek Tomáš, Sikorová Jaroslava, Kostka Vladislav i Galaczová Jana).

## Historia
Pierwsza wzmianka o miejscowości pochodzi z 1587 i dotyczy wieloletniego sporu pomiędzy księżną Sydonią Katarzyną a Janem Jerzabkiem i jego żoną Martą ze Śmiłowic a na Trzycieżu. Otóż spór ten miał się ciągnąć właśnie od 1587 roku i w Cieszynie miał zostać przedłożony księciu Wacławowi III Adamowi dokument, w którym mowa jest o podarunku Śmiłowic Wacławowi Pielgrzymowi, a wytyczona granica tej darowizny sięgała po rzekę zwaną Rzeką, lecz prawdopodobnie dotyczyła ona również pośrednio miejscowości.
Według austriackiego spisu ludności z 1900 w 81 budynkach w Rzece na obszarze 1346 hektarów mieszkało 488 osób, co dawało gęstość zaludnienia równą 36,3 os./km². z tego 459 (94,1%) mieszkańców było ewangelikami a 29 (5,9%) katolikami, 466 (95,5%) było polsko-, 15 (3,1%) niemiecko- a 7 (1,4%) czeskojęzycznymi. Do 1910 roku liczba mieszkańców wzrosła do 515, z czego wszyscy byli zameldowanie na stałe, 477 (92,6%) było ewangelikami, 35 (6,8%) katolikami, 503 (97,7%) polsko-, 3 (0,6%) niemiecko- a 2 (0,4%) czeskojęzycznymi.
Dnia 2 października 1938 r. przyłączona do Polski na mocy porozumienia Benesz-Mościcki z 30 IX 1938 roku.